# الكأس السوفيتي 1989–90
الكأس السوفيتي 1989–90 هو موسم من الكأس السوفيتي. فاز فيه دينامو كييف.